# ルノー・R29
ルノー・R29  (Renault R29) はルノーF1が2009年のF1世界選手権参戦用に開発したフォーミュラ1カー。テクニカルディレクターはボブ・ベル。2009年の開幕戦から実戦投入された。

## R29
R29は2009年から導入される新空力規定、KERSの搭載などを念頭に開発された。モノコックに課されるクラッシュテストに一度不合格になったが、当初の予定通り1月19日にポルトガルのアルガルヴェで披露された。
新たなスポンサーとしてフランスのオイルメーカーであるトタルを迎えた。トタルのロゴは前後ウイング翼端板とフロントノーズに描かれた。カラーリングも2008年までは紺色が随所にあったが、R29はオレンジ、黄、赤を基調としたカラーリングとなった。従来のエルフロゴもエンジンカバー後方部分のエギゾーストパイプ付近に描かれている（実際には、エルフは2000年にトタルに買収されており、実質同一メーカーである）。

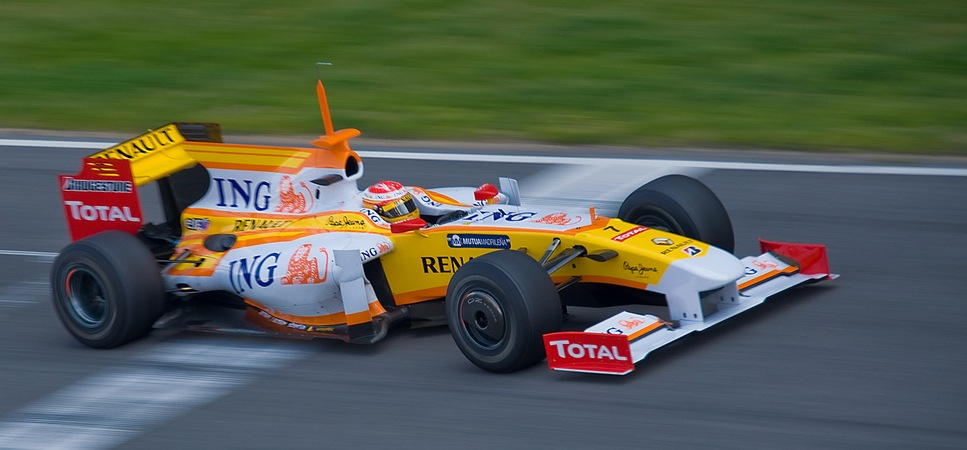
3月にカタロニア・サーキットでフェルナンド・アロンソがテスト走行するR29。ノーズ部分が変更を受けている

フロントノーズはR28より持ち上げられ、先端に行くほど太くなった形状で、ウイングステーから後方に向かってフロントサスペンション手前まで垂直フィンが下ろされていた。バージボードが制限されたため、代わりとして整流フィンの役割を担っていた。テストが進むにつれて新型パーツが搭載されるようになったが、垂直フィンがモノコックのノーズ付け根まで延長された。また、フロントウイングの形状も、メインエレメントが翼端部分が下がった物に変更され、翼端板の形状も後方が広がる形に変更された。
サイドポンツーンは一部分が完全に絞り込まれずに後方まで続いている。これはリヤカウル内の排熱を促進するとともに、2008年まで使用されてきた数々の空力パーツの役割の代役として少しでもアドバンテージを得るようにデザインされている。
スペインGPから実戦投入されたシャークフィンはR29でも継続された。また、上方排気口がR26までと酷似した形状に戻された。
KERSは徳永直紀が総責任者となり、マニエッティ・マレリと共同開発したもので、エンジンの前方にバッテリーと共に搭載されている。しかし、開幕戦オーストラリアGPと第2戦マレーシアGPに搭載して以降、KERSはマシンから取り外された。終盤戦に入り、第13戦イタリアGPでは、特にKERSの使用が有利となる高速サーキットのモンツァ・サーキットでKERSが再投入された。
開幕時に騒動となったマルチディフューザーについて、フラビオ・ブリアトーレは使用チームを公然と批難していた。しかし、FIA国際控訴審が合法と承認した直後の中国GPからさっそく暫定型を投入し、以後も改良を続けた。

## 2009年シーズン

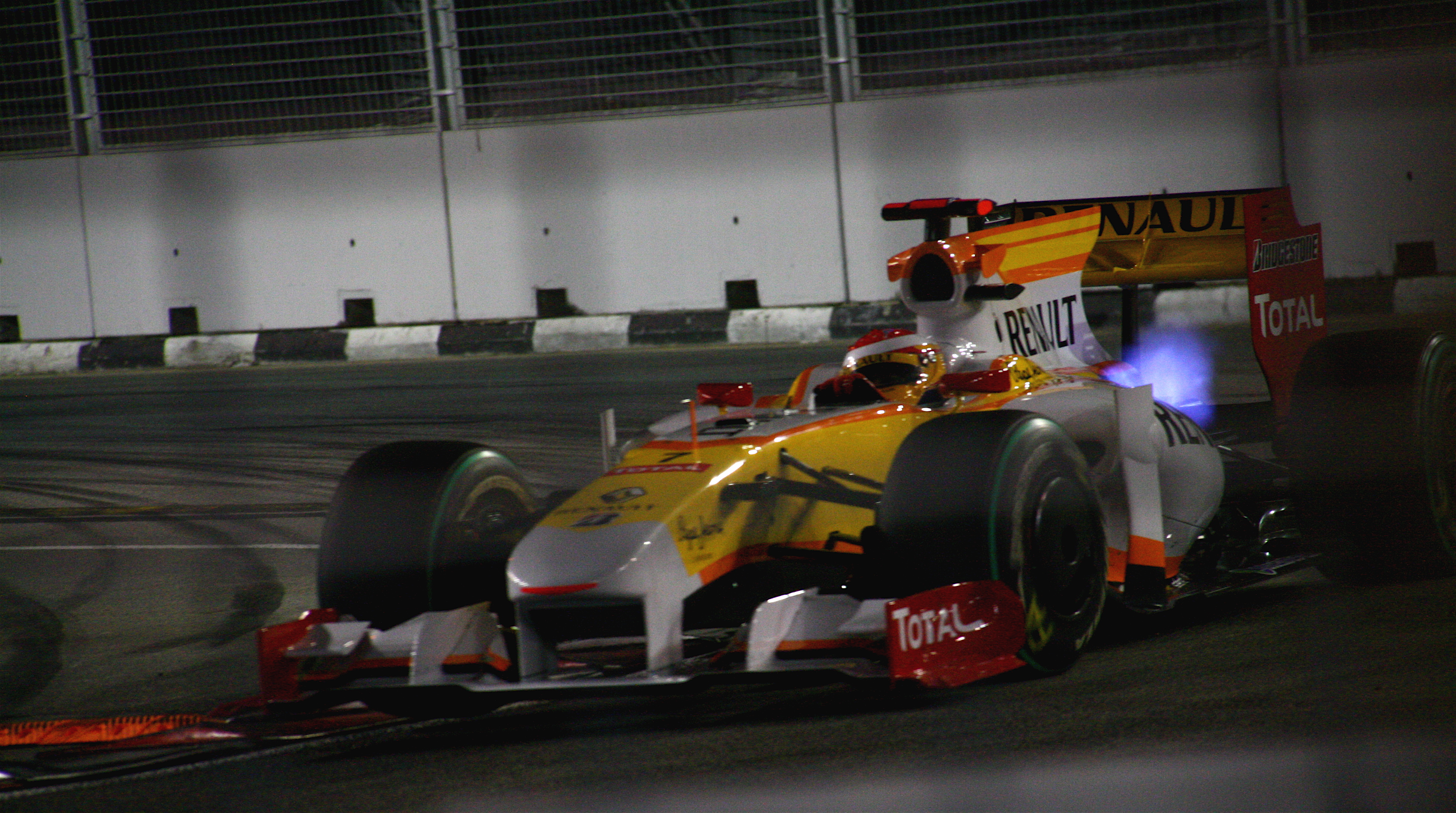
シンガポールGPでフェルナンド・アロンソがドライブするR29。ING撤退によりスポンサーロゴが変更された。

ドライバーは前年と変わらずフェルナンド・アロンソとネルソン・ピケJr.。
開幕後は同じくKERSを搭載するマクラーレン、フェラーリ、BMWザウバーとともに成績が低迷。アロンソは辛うじて入賞圏に届くものの、ピケは予選から精彩を欠くレースが続き、第11戦ヨーロッパGPからロマン・グロージャンに交代させられた。ピケは解雇後、前年のシンガポールGPでアロンソを勝たせるため故意にクラッシュしたことを暴露し、チームは激震に見舞われた。
第14戦シンガポールGP前に発表されたクラッシュゲートに対する判決の結果、タイトルスポンサーであったINGとアロンソの個人スポンサーでもあるムチュア・マドリレーニャがルノーへのスポンサードからの即時撤退を発表した。そのため、マシンやモーターホームなどからロゴが消され、INGロゴにかわり、「RENAULT」が掲載された。そのレースでアロンソはシーズン唯一の3位表彰台を獲得した。
最終戦アブダビGP予選終了後、今季初のQ1脱落を喫したアロンソが「ワーストマシン」と言うほど出来が悪かった。しかし、これはルノーがシーズン途中でR29に見切りをつけ、開発をR30に移行したところのよることも大きい。

## スペック

### シャーシ
- シャーシ名 R29

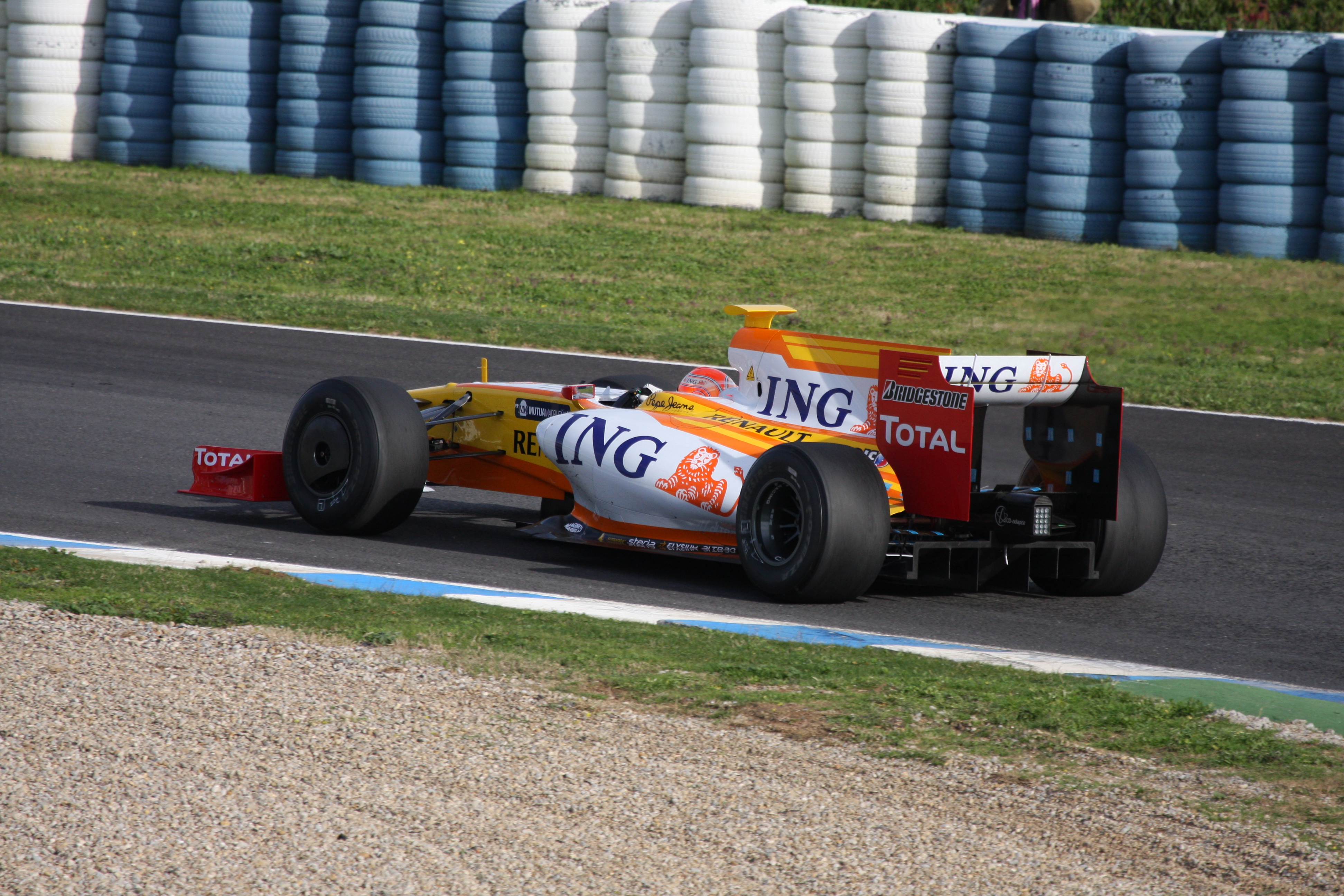
2月にヘレス・サーキットでネルソン・ピケJr.がテスト走行するR29

- シャーシ構造 カーボンファイバー/ハニカムコンポジットモノコック
- 全長 4,800mm
- 全幅 1,800mm
- 全高 950mm
- 前トレッド 1,450mm
- 後トレッド 1,400mm
- ブレーキキャリパー AP
- ブレーキディスク・パッド ヒトコ
- サスペンション 前後共にカーボンファイバー製アッパー・ロアアーム+プッシュロッド/ダブルウィッシュボーン
- ホイール O・Z
- タイヤ ブリヂストン
- ギヤボックス 7速＋リバース1速セミオートマチッククイックシフト/チタン製ケーシング
- KERS ルノー・マニエッティ・マレリ共同開発/マニエッティ・マレリコントロールユニット
- エレクトロニクス MES-マイクロソフト スタンダードECU
- 燃料タンク ATL
- 重量 605kg

### エンジン
- エンジン名 RS27
- 気筒数・角度 V型8気筒・90度
- 排気量 2,400cc
- 最高回転数 18,000rpm（レギュレーションで規定）
- 重量 95kg
- スパークプラグ チャンピオン
- 燃料 トタル
- 潤滑油 トタル

## シャーシナンバー一覧

### 2009年
| No. | ドライバー             | 1   | 2   | 3   | 4   | 5   | 6   | 7   | 8   | 9   | 10  | 11  | 12  | 13  | 14  | 15  | 16  | 17  |
| No. | ドライバー             | AUS | MAL | CHN | BHR | ESP | MON | TUR | GBR | GER | HUN | EUR | BEL | ITA | SIN | JPN | BRA | ABU |
| --- | ---------------------- | --- | --- | --- | --- | --- | --- | --- | --- | --- | --- | --- | --- | --- | --- | --- | --- | --- |
| 7   | フェルナンド・アロンソ | 3   | 4   | 3   | 3   | 3   | 4   | 4   | 4   | 4   | 4   | 4   | 4   | 4   | 4   | 4   |     |     |
| 8   | ネルソン・ピケ         | 1   | 1   | 1   | 1   | 1   | 1   | 1   | 1   | 3   | 3   |     |     |     |     |     |     |     |
| 8   | ロマン・グロージャン   |     |     |     |     |     |     |     |     |     |     | 3   | 3   | 3   | 3   | 3   |     |     |

## 結果
| 年   | No. | ドライバー             | 1   | 2   | 3   | 4   | 5   | 6   | 7   | 8   | 9   | 10  | 11  | 12  | 13  | 14  | 15  | 16  | 17  | ポイント | ランキング |
| 年   | No. | ドライバー             | AUS | MAL | CHN | BHR | ESP | MON | TUR | GBR | GER | HUN | EUR | BEL | ITA | SIN | JPN | BRA | ABU | ポイント | ランキング |
| ---- | --- | ---------------------- | --- | --- | --- | --- | --- | --- | --- | --- | --- | --- | --- | --- | --- | --- | --- | --- | --- | -------- | ---------- |
| 2009 | 7   | フェルナンド・アロンソ | 5   | 11  | 9   | 8   | 5   | 7   | 10  | 14  | 7   | Ret | 6   | Ret | 5   | 3   | 10  | Ret | 14  | 26       | 8位        |
| 2009 | 8   | ネルソン・ピケ         | Ret | 13  | 16  | 10  | 10  | Ret | 16  | 12  | 13  | 12  |     |     |     |     |     |     |     | 26       | 8位        |
| 2009 | 8   | ロマン・グロージャン   |     |     |     |     |     |     |     |     |     |     | 15  | Ret | 15  | Ret | 16  | 13  | 16  | 26       | 8位        |

- 太字はポールポジション、斜字はファステストラップ。(key)
- 第2戦マレーシアGPは雨天で赤旗中断となり規定周回数の75％を満たさなかったため獲得ポイントは半分となる。